# Maître d'Uttenheim
Le Maître d'Uttenheim est un peintre gothique actif au Tyrol du Sud autour de  Bressanone, dans la deuxième moitié du XVe siècle.
Il est nommé ainsi d'après un tableau en provenance de l'église paroissiale d'Uttenheim (appelé aussi « Villa Ottone »), à proximité de Gais, dans le Tyrol du Sud, près de Brunico. Ce panneau central d'un ancien retable dédié à la Vierge, maintenant à la Österreichische Galerie Belvedere à Vienne représente une Vierge en majesté avec  les saintes Marguerite et Barbe.

## Style
Le style du maître est influencé au début par la précision dans les détails de la peinture flamande et, ensuite, par l'emploi des nouveautés italiennes introduites par Michael Pacher dans le traitement des volumes et de la perspective.  Il est, en particulier par son coloris, l'annonciateur de Pacher, dont il a peut-être été parent et maître, avant d'en devenir un disciple. Le retable d'Uttenheim (vers 1465) montre les premiers effets de l'influence de Pacher, plus prononcés dans le retable de saint Étienne de la cathédrale de Bressanone du musée Anne-de-Beaujeu à Moulins  (4 scènes de la vie des saints Laurent et Étienne et 4 scènes de la Passion) qui montre des influences de l'art de Mantegna, transmis par l'intermédiaire de Pacher, et également un retable de la Vierge dont les panneaux sont partagés.

## Œuvres

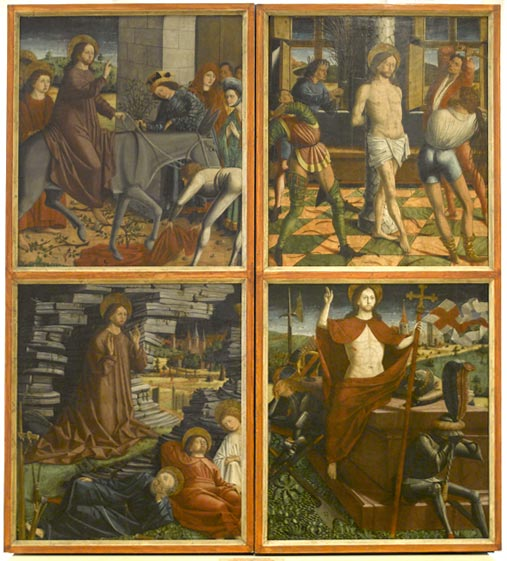
Retable de saint Étienne - panneaux extérieurs. Musée Anne-de-Beaujeu

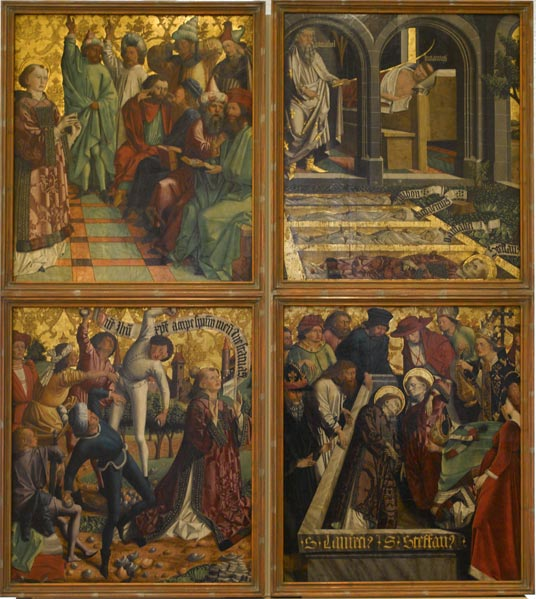
Retable de saint Étienne - panneaux intérieurs. Musée Anne-de-Beaujeu

Des reproductions peuvent être vues, pour certaines, sur le site europeana,
Österreichische Galerie Belvedere
- Vierge en majesté avec  les saintes Marguerite et Barbe (face) et Christ de douleur (dos), partie du maître-autel de l’église paroissiale d'Uttenheim dédiée à sainte Marguerite, vers 1460-1470[7], 161,5 × 152,5 cm.
- Christ sur le Mont des oliviers (vers 1470-1480) 96,5 × 93 cm.

Couvent de Novacella (Kloster Neustift)
- Retable de saint Augustin[8] (Augustinusaltar); huit panneaux tous de dimension 80 × 75 cm environ, datant de 1450-1460[9] :
  - Jeune homme apparaissant à sainte Monique et sainte Monique demandant de l'aide à l’évêque
  - Promulgation de la règle monastique par saint Augustin
  - Augustin sous un figuier pleurant sur son indécision
  - Baptême de saint Augustin par saint Ambroise
  - Femme dans le malheur demandant l’aide d’Augustin
  - Messe de saint Augustin et miracle de la Trinité
  - Adieux de saint Augustin à sa mère
  - Saint Augustin écoutant le prêche de saint Ambroise
- Sainte Parenté (1455-1460)  168,3 × 168,2 cm[9].
- Refus des offrandes de Joachim (1455-1460)  168 × 167,5 cm[9].

Musée Anne-de-Beaujeu, à Moulins (Allier)
- Retable de saint Étienne, de la cathédrale de Bressanone, maintenant au musée Anne-de-Beaujeu, Inv. no 834.1, hauteur des panneaux 100 cm. Les huit panneaux proviennent vraisemblablement du retable placé à l'origine devant l'accès au presbytère de la cathédrale de Bressanone. La caisse centrale, contenant vraisemblablement une statue de la Vierge et des saints Étienne et Laurent, a disparu. Quatre scènes de la Passion sont représentées : 
  - Entrée à Jérusalem
  - Le Christ au Jardin des Oliviers
  - Flagellation
  - Résurrection

à  l'extérieur, et à l'intérieur quatre scènes de la vie de saint Étienne :
- - Dispute devant les rabbins
  - Lapidation
  - Apparition de Gamaliel au prêtre Lucien[10]
  - Ensevelissement de saint Laurent[11].

Tiroler Landesmuseum Ferdinandeum
- Retable des apôtres (Apostelaltar)  (1465-1470) ; en provenance de Bressanono. Quatre panneaux montrant chacun trois apôtres, et quatre panneaux avec des saints et saintes. Les panneaux sont tous de dimensions 86,5 × 59,5 cm environ[9] :
  - Simon, Thaddée, Matthieu
  - Philippe, Barthélémy, Matthieu
  - Pierre, André, Jacques Le Majeur
  - Jean, Thomas et Jacques le Mineur
  - Saint Albuin et Saint Ingenuin
  - Sigismund et Florian
  - Martin et Wolfgang
  - Marie-Madeleine et Agnès
- Pierre et Paul devant Néron 1450-1460 100 × 76 cm[9].

Graz Universalmuseum Joanneum
- Quatre peintures illustrant l’Enfance de Jésus, provenant du Kloster Neustift, de dimensions 40,3 × 41,5 cm, datant de  1475-1480[9] : 
  - Nativité
  - Circoncision
  - Massacre des Innocents
  - Fuite en Égypte

Musée national d'Australie-Méridionale

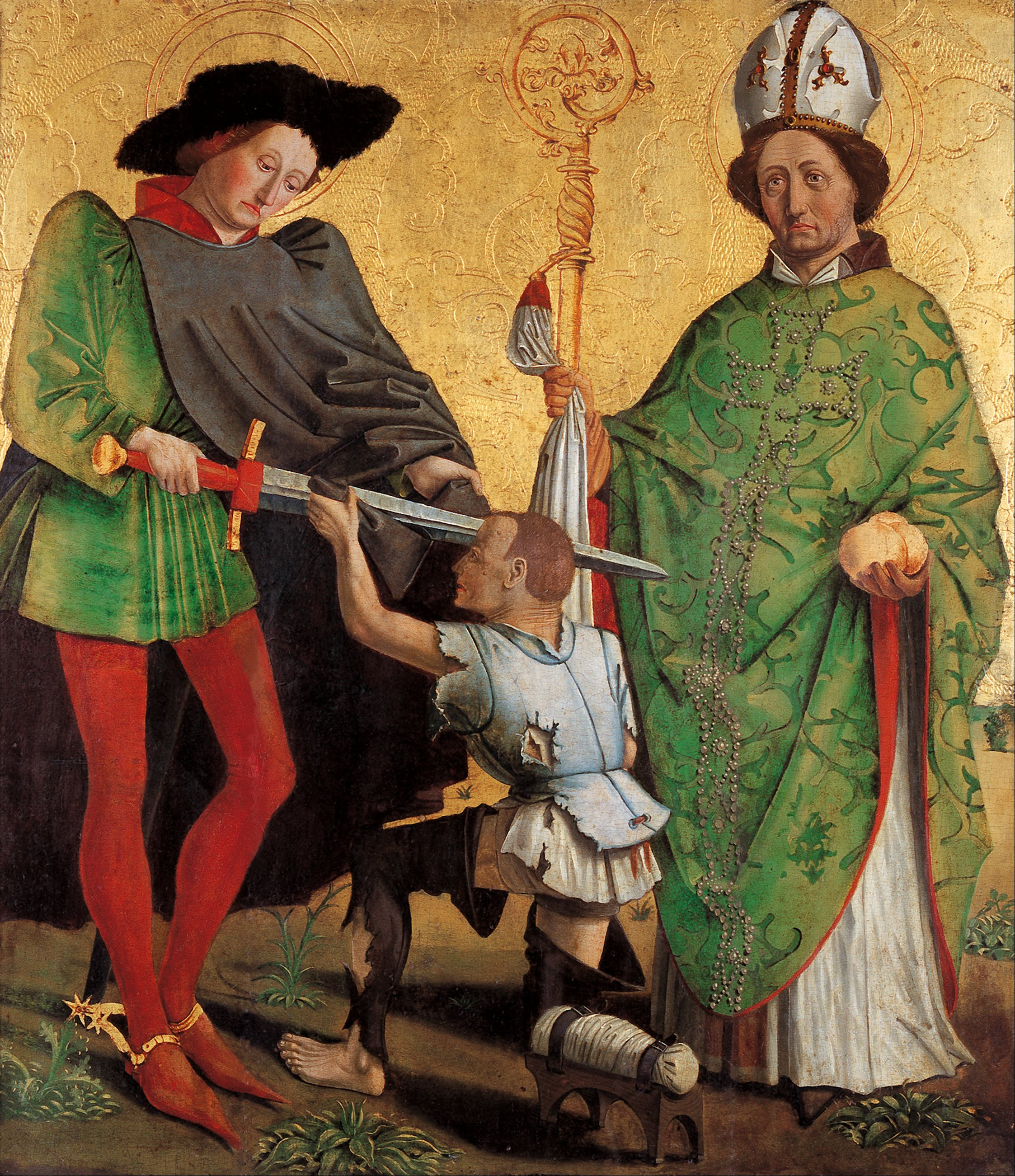
Saints Martin et Nicolas. Musée national d'Australie-Méridionale

- Saint Martin et Saint Nicolas  (vers 1475) 76,3 × 68 cm[12].

Divers
- Un retable dédié à la Vierge dont les  panneaux sont partagés entre le Germanisches Nationalmuseum de Nuremberg, l'Alte Pinakothek de Munich et le Belvedere de Vienne[1].